# Lil Gnar
Caleb Shepard, znany zawodowo jako Lil Gnar (ur. 24 lutego 1996 w Atlancie)  – amerykański piosenkarz i raper. Zakontraktowany w wytwórni Chief Keefa, 43B. Jego singel „Death Note” z udziałem  Lil Skies'a i Craig Xen zdobył złotą płytę w USA.

## Kariera
Shepard rozpoczął rapować w 2018 r. Lil Gnar zaczął zyskiwać na popularności po wydaniu singli „Ride Wit Da Fye” z towarzyszącym mu teledyskiem na kanale w serwisie YouTube Worldstarhiphop i „Death Note” z udziałem Lil Skies'a i Craig Xen. Gnar wydał swoją debiutancką EP-kę zatytułowaną „Big Bad Gnar Shit” 14 lutego 2018 r. wraz z raperem Germem. Na EP-ce pojawił się gościnnie Madeintyo i zawierała pięć piosenek. Jego debiutancki mixtape „GNAR Lif3” został wydany 28 września 2018 roku, na którym gościnnie wystąpili; Lil Skies, Travis Barker, IDK i ZillaKami. Krążek uplasował się na 16 miejscu na Billboard 200. Następnie ukazał się jego drugi mixtape „FIRE HAZARD” wydany 20 września 2019 roku, na którym gościnnie występowali YBN Nahmir, Thouxanbanfauni, Lil Yachty, Craig Xen, Lil Skies, Germ, UnoTheActivist, Robb Banks, Tyla Yaweh i Lil Tracy. Gnar wydał swoją drugą EP-kę z Germem 21 lutego 2020 roku zatytułowaną „Big Bad Gnar Shit 2”, EPka zawierała cztery piosenki, z których dwie zostały wydane jako single. Gnar wydał swój debiutancki album „Die Bout It” 20 maja 2022 r., na którym gościnnie wystąpili: Tory Lanez, Yung Bans, nieżyjący już Lil Keed, Yak Gotti, Trippie Redd, D. Savage, Lil Uzi Vert, Ski Mask the Slump God, Chief Keef i Lil Skies.

## Dyskografia

### Albumy studyjne
| Tytuł       | Informacje                                                   |
| ----------- | ------------------------------------------------------------ |
| Die Bout It | - Wydany: 20 maja 2022 - Format: Digital Download, Streaming |

### Mixtape
| Tytuł       | Informacje | Pozycje na listach |
| Tytuł       | Informacje | USA                |
| ----------- | --- | ------------------ |
| GNAR Lif3   | - Wydany: 28 września 2018 - Wytwónia: TenThousand Projects, Capitol Records - Format: Digital Download, Streaming | 16                 |
| Fire Hazard | - Wydany: 20 września 2019 - Wytwónia: TenThousand Projects - Format: Digital Download, Streaming                  | —                  |

### EP
| Tytuł                       | Informacje |
| --------------------------- | --- |
| Big Bad Gnar Shit(z Germ)   | - Wydana: 14 lutego 2018 - Format: Digital Download, Streaming                                                 |
| Big Bad Gnar Shit 2(z Germ) | - Wydana: 21 lutego 2020 - Wytwórnia: TenThousand Projects, G*59 Records - Format: Digital Download, Streaming |